# Honey Rush
株式会社Honey Rush（ハニーラッシュ）は、日本の芸能事務所。主に声優のマネージメントを行っている。

## 所属者
2023年4月時点。

### 女性タレント
- なかせひな（代表）
- 津野田なるみ
- 大野まりな
- つつみ莉子
- 福乃愛
- 高桑まりか
- 杉澤摩耶
- 湯宮由海
- 伊藤りかこ
- 汐屋早紀
- 石丸恵梨
- 結城ほのか
- 相沢奏水
- ありかわ真奈
- こな真維
- 水瀬心春
- 岡本やすこ
- 羽鳥敦美
- 月城花梨
- 香月佳南
- 英千安希

### 男性タレント
- おおしたこうた
- 高橋ちんねん
- 對馬芳哲
- 池田優希
- 高嶺翔
- 八鍬忍
- 岡本忠之
- 木場ヨシユキ
- 三田彬人
- 清水達則
- 重田慎司
- 林大
- 宮野誠也
- 渡辺彰宏
- 本間将太
- 北条利樹
- 木崎りき
- 間森勘
- 大蔵優介
- 葉山ゆうや
- 諏訪貴之
- 張村たけし
- 斎藤和樹
- 芹澤たかし
- 藍田茂利
- 五十嵐翔太
- 矢野健太郎
- 園部哲矢
- 安藤慶多
- 前田隆平
- 櫻井亮
- 武田輝樹
- 川原佑介

### ジュニア
| 女性 - 神崎紫 - 佐原もえ - 葉山穂乃花 - 雪見まい - 葉賀楓加 - 砂哉あすみ - 水嶋咲菜 - 滝実夏 - 庵藤美桜 - 西隈ひかり - 丸茂隣 - 島村実来 | 男性 - 宮本宗幸 - 岸本勇生 - 熊谷怜大朗 - 西田峻輔 - 丸山圭介 - 小糸翔太 - 山下曜也 - 髙木春樹 - 牛丸裕貴 - 林藍生 |

### クリエイター
イラストレーター
- Y☆談☆BUKC
- アンダーハート卿
- 弐玉斎狩麻呂

シナリオライター
- ふぉあぐら系男子
- 小柴雪代
- 神籤だいきち
- 鷹狩かける

ゲーム開発
- Ela

### 業務提携
- 荻原秀樹
- やまなか正之
- 天知遥

## かつての所属者
- 小山さくら（引退）
- 逢瀬アキラ
- 雪乃みさと
- 奥山晃一
- 風花ましろ